# شرمینه شهریور

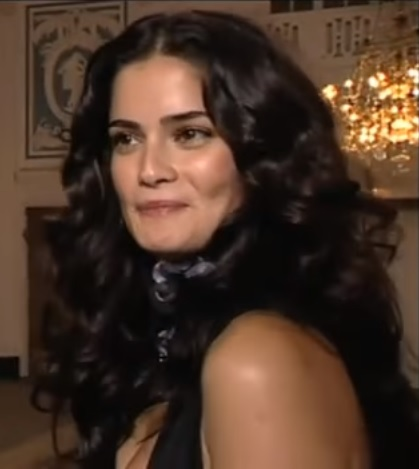
شرمینه شهریور در جایزه بامبی، سال ۲۰۱۱

شرمینه شهریور (زادهٔ ۲۰ نوامبر ۱۹۸۲، در تهران، ایران) مدل ایرانی-آلمانی است که در سال ۲۰۰۵ برنده جشنواره زیبایی دوشیزه اروپا ۲۰۰۵ در شهر پاریس شد.

## زندگی‌نامه و تحصیلات
شهریور در ۲۰ نوامبر ۱۹۸۲ در تهران، ایران متولد شد. از پدر و مادری ایرانی به دنیا آمد. شرمینه فقط یک سال داشت که به همراه خانواده‌اش به آلمان رفتند. او در شهر لیشتن‌بوش در جنوب شهر آخن بزرگ شد. مادر و برادرش در آلمان زندگی می‌کنند و پدرش نیز در ایران خلبان و مادرش پرستار است.‌ زبان مادری او زبان‌های فارسی و آلمانی است و همچنین به زبان‌های فرانسوی و انگلیسی نیز مسلط است. شهریور دارای مدرک دانشگاهی در رشته علوم اجتماعی از دانشگاه فنی آخن آلمان است.

## حرفه
شهریور در یک میهمانی در جزیرهٔ زیلت کشف شد. او در آن میهمانی با یانا اینا که در سال ۱۹۹۸ دوشیزه ریو دو ژانیرو شده بود آشنا شد و به پیشنهاد او بود که در مسابقهٔ ملکه زیبایی شرکت کرد. شرمینه ابتدا در رقابت‌های زیبایی جنوب و غرب آلمان پیروز شد و در سال ۲۰۰۴، به عنوان «ملکه زیبایی آلمان» (Miss Deutschland) انتخاب شد. در سال ۲۰۰۴ در مسابقهٔ دوشیزه بین‌الملل که در کشور چین برگزار می‌شد به مرحله نیمه‌نهایی این مسابقات راه یافتو در ۱۲ مارس ۲۰۰۵ به نمایندگی از کشور آلمان، در مسابقه دوشیزه اروپا که شهر پاریس فرانسه حاضر شد و از میان ۳۶ دوشیزه از کشورهای دیگر، عنوان دوشیزه اروپا را به دست آورد. او در آن زمان، ۲۲ ساله بود و ۵۳ کیلوگرم وزن داشت. موفقیت‌های او برایش قراردادهای تبلیغی به‌همراه داشتند. او مدتی به‌عنوان مجری در یک شبکهٔ تلویزیونی خصوصی در آلمان کار کرد. پس از آن به نیویورک رفت تا به تحصیل در رشته بازیگری بپردازد. او همچنین به‌عنوان مدل مشغول به کار شد.
او در مارس ۲۰۰۵ به عنوان مجری جشن نوروز اوبرهاوزن آلمان، که گفته می‌شود بزرگترین جشن نوروز در جهان است، انتخاب شد.
در سال ۲۰۰۶، شهریور در موزیک ویدئو گوش کن (Dinle) از ماهسون قرمزی‌گل خواننده، بازیگر و کارگردان ترکیه‌ای ظاهر شد.

### مجله پلی‌بوی
شرمینه شهریور نخستین ایرانی است که در اکتبر ۲۰۱۰، تصویرش بر روی جلد نسخه آلمانی مجله پلی‌بوی چاپ شده است.

## زندگی شخصی
شهریور تاکنون برای رابطه با افرادی مانند خاویر ساموئل، آلبرت دوم، شاهزاده موناکو، و توماس کرتشمن خبرساز بوده است. او با مارکوس کلوسک آلمانی که در عرصه طراحی مد فعالیت دارد در سال ۲۰۱۲ با هم آشنا شدند و زندگی مشترک خود را آغاز کردند. در اوت ۲۰۱۳ دختر شرمینه به دنیا آمد و کمی بعد خبر جدایی او و کلوسک منتشر شد.